# L'età del consenso
| Recensione | Giudizio |
| ---------- | -------- |
| Rockol     |          |

L'età del consenso è la seconda raccolta del cantante italiano Immanuel Casto, pubblicata il 14 settembre 2018 dalla Freak & Chic con distribuzione Artist First.

## Descrizione
Il titolo dell'opera si riferisce all'età del consenso sessuale in Italia, che corrisponde al numero di anni coperti dalla raccolta, ovvero 14 (dal 2004 al 2018). Il progetto discografico è composto da diciannove brani, inclusi i due inediti Piromane (primo e unico singolo estratto) e Goodbye Milano. Le riedizioni di Anal Beat, Io la do e 50 bocca/100 amore presentano alcune modifiche rispetto ai testi originali (alcune scelte nel lessico sono state sostituite). La riedizione di Che bella la cappella era già apparsa nel 2016 all'interno del singolo DiscoDildo.
L'edizione fisica è stata commercializzata in edizione standard tramite compact disc e versione speciale con l'aggiunta di un DVD contenente quindici video musicali. Il 24 agosto 2018 è stato pubblicato il trailer ufficiale dell'album. Al momento della sua pubblicazione, l'album ha debuttato alla ventesima posizione della classifica italiana.

## Tracce
Crediti riportati sul sito della SIAE.
Testi di Manuel Cuni, eccetto dove indicato, musiche di Stefano Maggiore, eccetto dove indicato.
1. Piromane (feat. Romina Falconi) – 3:11 (musica: Stefano Maggiore, Romina Falconi)
2. Goodbye Milano (feat. Lo Strego) – 3:57
3. Tropicanal – 4:20
4. Escort 25 – 3:14
5. Deepthroat Revolution – 3:43
6. Da grande sarai fr**io – 4:35 (testo: Manuel Cuni, Fabio Canino)
7. Anal Beat (2018) (feat. Sabrina Bambi) – 4:12
8. Crash (feat. Romina Falconi) – 3:16
9. Sognando Cracovia (feat. Romina Falconi) – 3:32
10. Io la do (2018) (feat. Sabrina Bambi) – 3:26 (musica: Manuel Cuni)
11. Who Is Afraid of Gender? (con Romina Falconi) – 3:52 (testo: Manuel Cuni, Romina Falconi)
12. Alphabet of Love – 3:34
13. Zero carboidrati – 3:42
14. 50 bocca/100 amore (2018) – 3:55
15. Che bella la cappella (2016) – 4:03
16. Bondage – 5:01
17. Sexual Navigator – 3:02
18. DiscoDildo – 3:41
19. Killer Star – 3:02

DVD bonus nell'edizione speciale
1. Escort 25
2. Crash (feat. Romina Falconi)
3. Revival
4. Killer Star
5. Zero carboidrati
6. Tropicanal
7. Sexual Navigator
8. Sognando Cracovia (feat. Romina Falconi)
9. Eyeliner (Romina Falconi feat. Immanuel Casto)
10. Deepthroat Revolution
11. Da grande sarai fr**io
12. DiscoDildo
13. Who Is Afraid of Gender? (con Romina Falconi)
14. Alphabet of Love
15. Piromane (feat. Romina Falconi)

## Formazione
La seguente lista non include i crediti di brani già pubblicati.
Musicisti
- Immanuel Casto – voce
- Keen – strumentazione
- Romina Falconi – voce aggiuntiva (traccia 1)
- Lo Strego – voce aggiuntiva (traccia 2)
- Sabrina Bambi – voce aggiuntiva (tracce 7 e 10)

Produzione
- Immanuel Casto – direzione artistica
- Keen – produzione
- Francesco Corlaita – fotografia

## Classifiche
| Classifica (2018) | Posizione massima |
| ----------------- | ----------------- |
| Italia            | 20                |